# M!ssundaztood
M!ssundaztood – drugi album studyjny Pink, wydany w 2001 roku. Album okazał się wielkim sukcesem, sprzedał się w łącznym nakładzie 13 milionów egzemplarzy na całym świecie. W Stanach Zjednoczonych pokrył się pięciokrotnie platyną, osiągając nakład 5,3 miliona sprzedanych egzemplarzy.

## Lista utworów

### Edycja amerykańska
1. "M!ssundaztood" (Linda Perry, Pink) – 3:36
2. "Don't Let Me Get Me" (Dallas Austin, Pink) – 3:31
3. "Just Like a Pill" (Austin, Pink) – 3:57
4. "Get the Party Started" (Perry) – 3:11
5. "Respect" (Perry, Pink) – 3:25
6. "18 Wheeler" (Austin, Pink) – 3:44
7. "Family Portrait" (Pink, Scott Storch) – 4:56
8. "Misery" (Richie Supa) gościnnieSteven Tyler & Richie Sambora – 4:33
9. "Dear Diary" (Perry, Pink) – 3:29
10. "Eventually" (Perry, Pink) – 3:34
11. "Lonely Girl" (Perry) gościnnie Linda Perry – 4:21
12. "Numb" (Austin, Pink) – 3:06
13. "Gone to California" (Perry, Pink) – 4:34
14. "My Vietnam" (Perry, Pink) – 5:19

### Edycja europejska
1. "Get the Party Started" – 3:11
2. "18 Wheeler" – 3:44
3. "M!ssundaztood" – 3:36
4. "Dear Diary" – 3:29
5. "Eventually" – 3:34
6. "Numb" – 3:06
7. "Just like a Pill" – 3:57
8. "Family Portrait" – 4:56
9. "Misery" featuring Steven Tyler & Richie Sambora – 4:33
10. "Respect" featuring Scratch – 3:25
11. "Don't Let Me Get Me" – 3:31
12. "Gone to California" – 4:34
13. "Lonely Girl" featuring Linda Perry – 4:21
14. "My Vietnam" – 5:19
15. "Catch-22" – 3:50

## Sprzedaż i certyfikaty
| M!sundaztood – sprzedaż i certyfikaty |         |           |                 |
| Państwo                               | Pozycja | Sprzedaż  | Certyfikaty     |
| Stany Zjednoczone                     | 6       | 5 300 000 | 5x platyna      |
| Europa                                | 1       | 3 000 000 | 3x platyna      |
| Kanada                                | ?       | 500 000   | 5x platyna      |
| Wielka Brytania                       | 2       | 1 700 000 | 5x platyna      |
| Meksyk                                | ?       | 300 000   | 3x platyna      |
| Niemcy                                | 5       | 600 000   | 2x platyna      |
| Brazylia                              | ?       | 50 000    | złota płyta     |
| Francja                               | ?       | 305 000   | platyna         |
| Chiny                                 | 7       | 80 000    | 2x platyna      |
| Holandia                              | 5       | 70 000    | 1x platyna      |
| Japonia                               | ?       | 200 000   | 2x złota płyta  |
| Szwecja                               | 7       | 60 000    | 1x platyna      |
| Australia                             | 14      | 140 000   | 2x platyna      |
| Austria                               | 4       | 40 000    | 1x platyna      |
| Nowa Zelandia                         | 7       | 60 000    | 4x platyna      |
| Belgia                                | ?       | 25 000    | złota płyta     |
| Polska                                | ?       | 20 000    | złota płyta[15] |